# Linia kolejowa nr 10
Linia kolejowa nr 10 Legionowo – Tłuszcz – zelektryfikowana, jednotorowa linia kolejowa o długości 36,764 km.

## Historia
Budowę linii podzielono na dwa odcinki. Budowę pierwszego odcinka - od Legionowa do Wieliszewa – ukończono w 1907 r. Drugi odcinek - od Wieliszewa do Tłuszcza - oddano do użytku 22 sierpnia 1936. Elektryfikację linii zakończono 27 maja 1972 r, a 24 czerwca 2000 r. zawieszono ruch pasażerski.
Ruch pasażerski na linii przywróciły Koleje Mazowieckie w czerwcu 2006, początkowo uruchamiając pociąg „Zegrzyk” w relacji Warszawa Gdańska – Tłuszcz, a następnie wydłużając relacje pociągów kończących bieg w Legionowie do stacji Legionowo Piaski (obecnie do Wieliszewa). Uruchomiono także pociągi w relacji: Warszawa Gdańska – Tłuszcz oraz Tłuszcz – Sierpc.

## Ruch pociągów

### Pociągi osobowe

#### Szybka Kolej Miejska w Warszawie
Od 2 stycznia 2020 r. Szybka Kolej Miejska przedłużyła kursy linii S3 i S30 do stacji Radzymin. W 2021 roku linia S30 została zawieszona ze względu na modernizacje stacji Warszawa Zachodnia. 14 marca 2021 r. linia S3 została skrócona do stacji Warszawa Zachodnia, od 12 marca 2023 r. pociągi S3 powróciły do kursowania na Lotnisko Chopina.

#### Koleje Mazowieckie

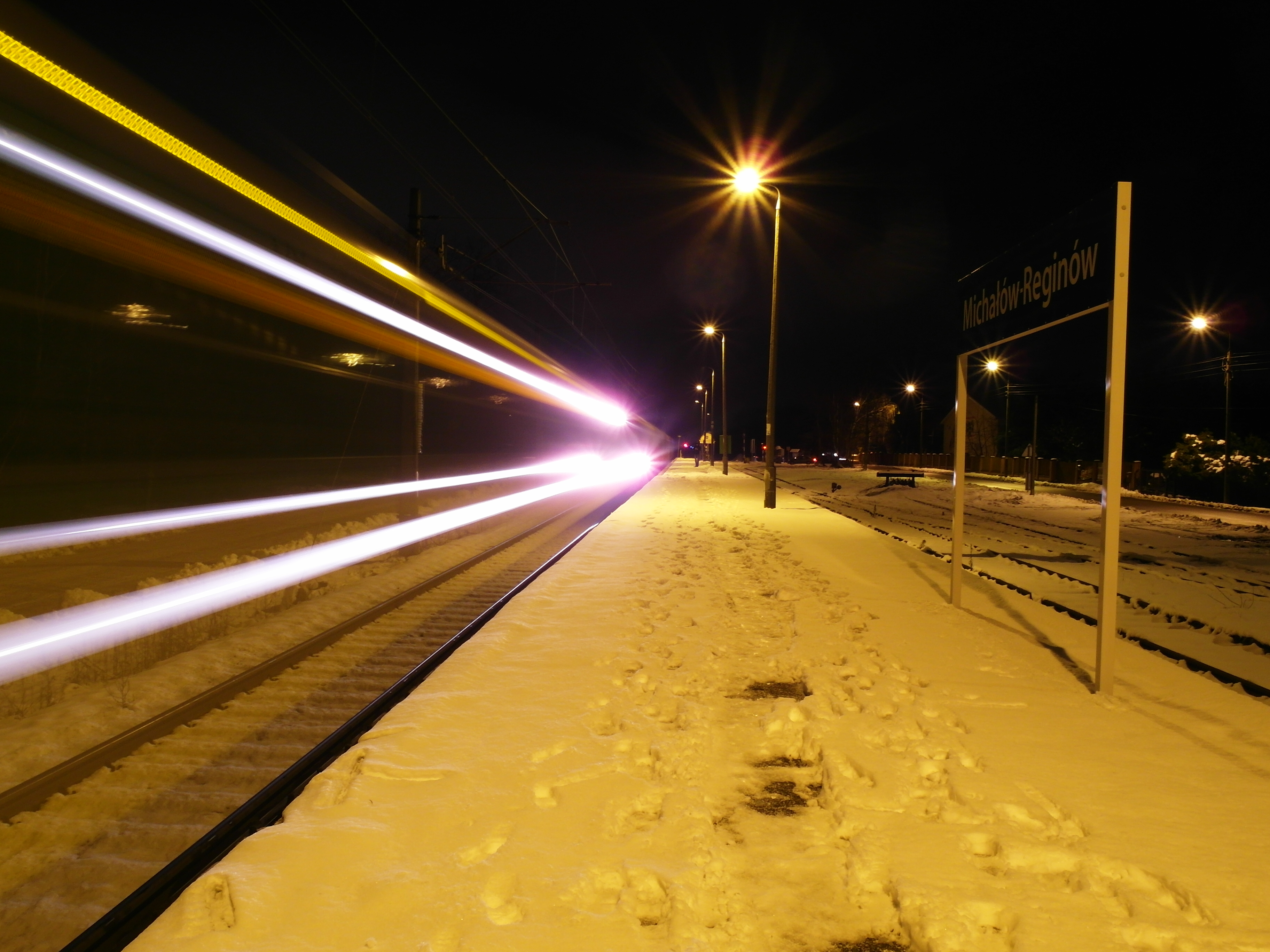
Pociąg służbowy Kolei Mazowieckich przejeżdża przez stację Michałów Reginów.

W latach 2006–2008 podczas wakacji kursowały również pociągi "Zegrzyk" w relacji Warszawa Gdańska - Radzymin.
Czas jazdy pociągami osobowymi Kolei Mazowieckich pomiędzy poszczególnymi stacjami:
| Odcinek                      | Czas jazdy |
| ---------------------------- | ---------- |
| Legionowo - Legionowo Piaski | 2-3 min.   |
| Legionowo Piaski - Wieliszew | 5-6 min.   |
| Wieliszew - Radzymin         | 13-15 min. |
| Radzymin - Krusze            | 9-10 min.  |
| Krusze - Tłuszcz             | 4-5 min.   |

### Pociągi TLK/IC
Na początku sierpnia 2014 roku pociągi TLK, które dotychczas kursowały z Warszawy Zachodniej przez Warszawę Rembertów, Zielonkę zostały przekierowane na linię kolejową nr 10 z powodu zamknięcia odcinka Warszawa Rembertów-Zielonka. Obecnie przez linię kolejową nr 10 nie kursują pociągi spółki PKP Intercity.

## Charakterystyka techniczna
Wykaz maksymalnych prędkości:
| km pocz. - km końca | od - do stacji                    | dozwolona prędkość dla pociągów pasażerskich i szynobusów | dozwolona prędkość dla pociągów towarowych |
| ------------------- | --------------------------------- | --------------------------------------------------------- | ------------------------------------------ |
| -0,853 - 1,180      | Legionowo - Legionowo Piaski      | 60 km/h                                                   | 40 km/h                                    |
| 1,180 - 16,600      | Legionowo - przed stacją Radzymin | 120 km/h                                                  | 80 km/h                                    |
| 16,600 - 18,196     | przed stacją Radzymin - Emilianów | 100 km/h                                                  | 80 km/h                                    |
| 18,169 - 26,083     | Emilianów - przed stacją Krusze   | 100 km/h                                                  | 80 km/h                                    |
| 26,083 - 35,387     | przed stacją Krusze - Tłuszcz     | 100 km/h                                                  | 80 km/h                                    |
| 35,800 - 36,824     | torowisko stacji Tłuszcz          | 80 km/h                                                   | 80 km/h                                    |

## Ważniejsze stacje
- Legionowo – stacja początkowa linii; od stacji odchodzi również linia nr 456. Jest stacją węzłową. Zatrzymują się na niej pociągi dalekobieżne.
- Wieliszew – na stacji kończą bieg wybrane pociągi SKM linii S3 z Warszawy Lotniska Chopina. Od stacji odchodzi linia kolejowa nr 28 łącząca stację Wieliszew z Zegrzem Południowym[11].
- Emilianów – stacja towarowa. Od stacji odchodzi bocznica do bazy paliwowej zaopatrywanej w paliwa rurociągiem z rafinerii w Płocku. W bazie paliwowej napełniane są cysterny.
- Tłuszcz – stacja końcowa linii. Od stacji odchodzą również linia nr 29 i łącznica nr 513. Na stacji kończą bieg pociągi z linii nr 10, większość pociągów z linii nr 29 i część pociągów z linii nr 6. Jest stacją węzłową. Zatrzymują się na niej pociągi dalekobieżne. Posiada kategorię B.